# Бурки (агрогородок)
Бурки (бел. Буркі) — агрогородок в Бурковском сельсовете Брагинского района Гомельской области Беларуси. Административный центр Бурковского сельсовета.

## География

### Расположение
В 7 км на запад от Брагина, 24 км от железнодорожной станции Хойники (на ветке Василевичи — Хойники от линии Калинковичи — Гомель), 135 км от Гомеля.

## Транспортная система
Транспортные связи по просёлочной, затем автомобильной дороге Брагин — Хойники.
Планировка состоит из 2 изогнутых улиц, близких к меридиональной ориентации и соединенных короткой широтной улицей. Застройка деревянными домами, неплотная, усадебного типа.

## История
Выявленные в XIX веке археологические памятники свидетельствуют о деятельности человека в этих местах с давнего времени. Согласно письменным источникам известна с XVI века как хутор в Брагинской волости, во владении князя Вишневецкого, а во 2-й половине XVII века — Конецпольских. После 2-го раздела Речи Посполитой (1793 год) в составе Российской империи. В 1850 году в Речицком уезде Минской губернии. Согласно переписи 1897 года располагались школа грамоты, 2 ветряные мельницы, кузница.
С 6 декабря 1926 года по 26 ноября 1959 года центр Бурковского сельсовета Брагинского района Речицкого и с 9 июня 1927 года Гомельского (с 26 июля 1930 года) округов, с 20 февраля 1938 года Полесской, с 8 января 1954 года Гомельской областей. В 1930 году работала начальная школа. В 1931 году организован колхоз «Красная нива», работали 2 ветряные мельницы, кузница. Во время Великой Отечественной войны на фронтах и в партизанской борьбе погибли 143 жителя, память о них увековечивает обелиск, поставленный в 1966 году в сквере. С 1987 года центр Бурковского сельсовета, в колхозе «Красная нива». Размещены средняя школа, Дом культуры, библиотека, детский сад, фельдшерско-акушерский пункт, отделение связи, магазин.
25 сентября 2009 года деревня Бурки преобразована в агрогородок.

## Население

### Численность
- 2022 год — 126 дворов, 324 жителей

### Динамика
- 1816 год — 37 дворов, 124 жителя
- 1850 год — 31 двор, 316 жителей
- 1859 год — 56 двора, 393 жителя
- 1897 год — 104 двора, 661 житель (согласно переписи)
- 1909 год — 123 двора, 721 житель
- 1926 год — 133 двора, 687 жителей
- 1930 год — 117 дворов
- 1959 год — 864 жителя (согласно переписи)
- 1970 год — 211 дворов, 798 жителей
- 2002 год — 148 дворов, 403 жителей
- 2004 год — 148 дворов, 398 жителей.
- 2022 год — 135 дворов, 367 жителей

## Известные уроженцы
- Шкурко Тамара Ивановна — Герой Социалистического Труда